# Myzostoma chelonoidium
Myzostoma chelonoidium is een ringworm uit de familie Myzostomatidae.
Myzostoma chelonoidium werd in 1906 voor het eerst wetenschappelijk beschreven door McClendon.